# 산업수요 맞춤형 고등학교

마이스터고등학교 로고

산업수요 맞춤형 고등학교 또는 마이스터 고등학교(Meister School)는 초·중등교육법시행령 제90조 제1항제10호에서 산업수요 맞춤형 고등학교로 정의되는 대한민국의 특수목적 고등학교의 한 종류이다. 구체적으로는 전문적인 직업교육의 발전을 위하여 산업계의 수요에 직접 연계된 맞춤형 교육과정을 운영 목적으로 하는 고등학교이며, 유망분야의 특화된 산업수요와 연계하여 예비 마이스터를 양성하는 고등학교이다. 2010년 3월 2일부터 운영 중에 있으며, 졸업 이후 우수기업 취직 및 특기를 살린 군복무, 직장생활 및 병행 가능한 대학교육 기회를 제공한다. 독일의 마이스터 관련 제도를 모티브로 한 것이기 때문에 독일어의 장인을 뜻하는 단어인 Meister로부터 이름이 붙게 되었다.

## 특징

### 입학
마이스터고등학교는 전기고등학교로 일반계 고등학교 같은 후기고등학교보다 원서접수를 더 빨리 받는다. 보통 10월 중반부터 원서접수를 받지만 공군항공과학고등학교 같은 경우 3차 전형까지 있어서 7월부터 원서접수가 시작된다.

### 경쟁률
본 경쟁률은 주로 2017년 경쟁률을 나타낸 것이다. 경쟁률이 가장 높은 마이스터고등학교는 공군항공과학고등학교다.
| 지역       | 학교명                         | 경쟁률         |
| ---------- | ------------------------------ | -------------- |
| 서울특별시 | 미림여자정보과학고등학교       | 1.33:1         |
| 서울특별시 | 서울로봇고등학교               | 1.36:1         |
| 서울특별시 | 수도전기공업고등학교           | 3.86:1         |
| 서울특별시 | 서울도시과학기술고등학교       | 1.35:1         |
| 부산광역시 | 부산기계공업고등학교           | 1.4:1          |
| 부산광역시 | 부산자동차고등학교             | 1.58:1         |
| 부산광역시 | 국립부산해사고등학교           | 1.78:1         |
| 인천광역시 | 인천전자마이스터고등학교       | 1.7:1          |
| 인천광역시 | 국립인천해사고등학교           | 2.38:1         |
| 대구광역시 | 경북기계공업고등학교           | 1.4:1          |
| 대구광역시 | 대구일마이스터고등학교         | 1.63:1         |
| 대구광역시 | 대구소프트웨어마이스터고등학교 | 2.2:1          |
| 대구광역시 | 대구농업마이스터고등학교       | 1.57:1         |
| 광주광역시 | 광주자동화설비공업고등학교     | 2:1            |
| 광주광역시 | 광주소프트웨어마이스터고등학교 | 3.59:1         |
| 대전광역시 | 대덕소프트웨어마이스터고등학교 | 2.75:1         |
| 대전광역시 | 동아마이스터고등학교           | 2.58:1         |
| 울산광역시 | 울산마이스터고등학교           | 1.28:1         |
| 울산광역시 | 울산에너지고등학교             | 1.43:1         |
| 울산광역시 | 현대공업고등학교               | 2.12:1         |
| 경기도     | 수원하이텍고등학교             | 2.22:1         |
| 경기도     | 평택기계공업고등학교           | 1.73:1         |
| 강원도     | 삼척마이스터고등학교           | 1.48:1         |
| 강원도     | 원주의료고등학교               | 1.56:1         |
| 충청북도   | 충북반도체고등학교             | 1.26:1(2018년) |
| 충청북도   | 충북에너지고등학교             | 1.03:1(2018년) |
| 충청북도   | 한국바이오마이스터고등학교     | 1.14:1(2018년) |
| 충청남도   | 공주마이스터고등학교           | 1.65:1         |
| 충청남도   | 연무대기계공업고등학교         | 1.8:1          |
| 충청남도   | 한국식품마이스터고등학교       | 1.3:1          |
| 충청남도   | 합덕제철고등학교               | 1.59:1         |
| 전라북도   | 군산기계공업고등학교           | 1.46:1         |
| 전라북도   | 전북기계공업고등학교           | 1.43:1         |
| 전라북도   | 한국경마축산고등학교           | 1.05:1         |
| 전라북도   | 김제농생명마이스터고등학교     | 2.21:1         |
| 전라남도   | 여수석유화학고등학교           | 1.86:1         |
| 전라남도   | 완도수산고등학교               | 1.49:1         |
| 전라남도   | 전남생명과학고등학교           | 1.23:1         |
| 전라남도   | 한국항만물류고등학교           | 1.19:1         |
| 경상북도   | 경북식품과학마이스터고등학교   |                |
| 경상북도   | 구미전자공업고등학교           | 1.12:1         |
| 경상북도   | 금오공업고등학교               | 1.43:1         |
| 경상북도   | 포항제철공업고등학교           | 1.34:1         |
| 경상북도   | 한국원자력마이스터고등학교     | 1.03(2018년)   |
| 경상남도   | 거제공업고등학교               | 1.46:1(2018년) |
| 경상남도   | 공군항공과학고등학교           | 10.79:1        |
| 경상남도   | 삼천포공업고등학교             | 1.38:1(2018년) |

### 학비
입학금, 수업료, 학교운영지원비가 전액 면제다. 또, 최우수 학생과 무소득층 학생들에게 장학금을 지급한다.

### 취업
마이스터고등학교는 특성화고등학교와 똑같이 현장실습을 목적으로 하는 고등학교이기 때문에 취업률이 거의 90%가 넘는다. 또, 선취업 후진학 제도가 실시되고 있긴하다. 그러나 대학을 가지 않고 계속 직장을 다니라고 한다. 현장실습은 보통 대기업, 중소기업, 공기업으로 한다.
| \| 학교 유형별 취업률 \| 학교 유형별 취업률 \| 학교 유형별 취업률 \| 학교 유형별 취업률 \| 학교 유형별 취업률 \| \| -------------------------------------------- \| ------------------- \| ------------------ \| ------------------ \| ------------------ \| \| 학교 유형 \| \| \| \| 취업률 \| \| 마이스터고등학교 \| 마이스터고등학교 \| \| 90.3% \| 90.3% \| \| 특성화고등학교 \| 특성화고등학교 \| \| 47.0% \| 47.0% \| \| 일반고등학교 직업반 \| 일반고등학교 직업반 \| \| 23.6% \| 23.6% \| \| 2016년도 기준 학교 유형별 취업률 (2016년)[7] \| \| \| \| \| |                     |  |       |        |
| 학교 유형별 취업률 |                     |  |       |        |
| 학교 유형 |                     |  |       | 취업률 |
| 마이스터고등학교 | 마이스터고등학교    |  | 90.3% | 90.3%  |
| 특성화고등학교 | 특성화고등학교      |  | 47.0% | 47.0%  |
| 일반고등학교 직업반 | 일반고등학교 직업반 |  | 23.6% | 23.6%  |
| 2016년도 기준 학교 유형별 취업률 (2016년) |                     |  |       |        |

## 마이스터고 목록

### 1차 지정 학교 목록 (2010년 개교)
- 거제공업고등학교
- 군산기계공업고등학교
- 부산자동차고등학교
- 충북반도체고등학교
- 합덕제철고등학교
- 구미전자공업고등학교
- 경북기계공업고등학교
- 수도전기공업고등학교
- 원주의료고등학교 (舊 원주정보공업고등학교)
- 인천전자마이스터고등학교 (舊 인전전자공업고등학교)

### 2차 지정 학교 목록 (2010년 개교)
- 미림여자정보과학고등학교
- 광주자동화설비공업고등학교 (舊 광주정보고등학교)
- 동아마이스터고등학교 (舊 대전동아공업고등학교)
- 울산마이스터고등학교 (舊 울산정보통신고등학교)
- 수원하이텍고등학교 (舊 팔달공업고등학교)
- 평택마이스터고등학교
- 금오공업고등학교
- 한국항만물류고등학교
- 삼천포공업고등학교
- 전북기계공업고등학교
- 부산기계공업고등학교

### 3차 지정 학교 목록 (2012년 개교)
- 부산해사고등학교
- 공주마이스터고등학교 (舊 공주공업고등학교)
- 울산에너지고등학교 (舊 울산컴퓨터과학고등학교)

### 4차 지정 학교 목록 (2012년 개교)
- 연무대기계공업고등학교
- 공군항공과학고등학교
- 한국바이오마이스터고등학교 (舊 진천생명과학고등학교)
- 인천해사고등학교

### 5차 지정 학교 목록 (2013년 개교)
- 포항제철공업고등학교
- 한국원자력마이스터고등학교 (舊 평해공업고등학교)
- 서울로봇고등학교
- 전남생명과학고등학교
- 삼척마이스터고등학교 (舊 삼척전자공업고등학교)

### 6차 지정 학교 목록 (2013년 개교)
- 충북에너지고등학교 (舊 미원공업고등학교)
- 여수석유화학고등학교 (舊 여수전자화학고등학교)

### 7차 지정 학교 목록 (2014년 개교)
- 완도수산고등학교
- 한국경마축산고등학교

### 8차 지정 학교 목록 (2015년 개교)
- 서울도시과학기술고등학교 (舊 서울북공업고등학교) - (2016년 개교)
- 현대공업고등학교 (舊 현대정보과학고등학교)

### 9차 지정 학교 목록 (2015년 개교)
- 대구일마이스터고등학교 (舊 대구동부공업고등학교)
- 대덕소프트웨어마이스터고등학교 (舊 대덕전자기계고등학교)
- 한국식품마이스터고등학교 (舊 충남발효식품고등학교)

### 10차 지정 학교 목록 (2016년 개교)
- 대구소프트웨어마이스터고등학교 (舊 달성정보고등학교, 대구소프트웨어고등학교)
- 경북식품과학마이스터고등학교 (舊 영천상업고등학교) - (2018년 개교)

### 11차 지정 학교 목록 (2017년 개교)
- 광주소프트웨어마이스터고등학교 (舊 광주경영고등학교)
- 김제농생명마이스터고등학교 (舊 김제자영고등학교)
- 대구농업마이스터고등학교 (舊 대구자연과학고등학교)

### 12차 지정 학교 목록
- 한국나노마이스터고등학교

### 13차 지정 학교 목록
- 공주마이스터고등학교 (지정분야 변경:SMT → 전기·전자)

### 14차 지정 학교 목록
- 감포고등학교
- 원주의료고등학교 (지정분야 변경:의료기기→의료기기·바이오)

## 같이 보기
- 특성화 고등학교

## 참고 문헌
- 한국직업능력개발원